# Réserve naturelle du Cederberg
Pour les articles homonymes, voir Cederberg.
La réserve naturelle du Cederberg (afrikaans : Sederberg Wildernisgebied, anglais : Cederberg Wilderness Area) est une aire protégée répartie dans le nord de la province du Cap-Occidental, en Afrique du Sud. 

Elle fait partie de l'écosystème du royaume floral du Cap, est l'une des aires protégées de la région florale du Cap, et est inscrite sur la liste du patrimoine mondial de l'UNESCO depuis 2004.

## Présentation
Le Cederberg a reçu le statut de réserve naturelle en 1973.
Il est bordé à l'est par la réserve naturelle de Matjiesrivier (Matjiesrivier Nature Reserve), plus sèche, établie en 1995 et gérée dans le cadre de l'aire de conservation du grand Cederberg. Les points notables de cette zone incluent les célèbres formations rocheuses Stadsaal et de remarquables exemplaires de peintures rupestres par les San.

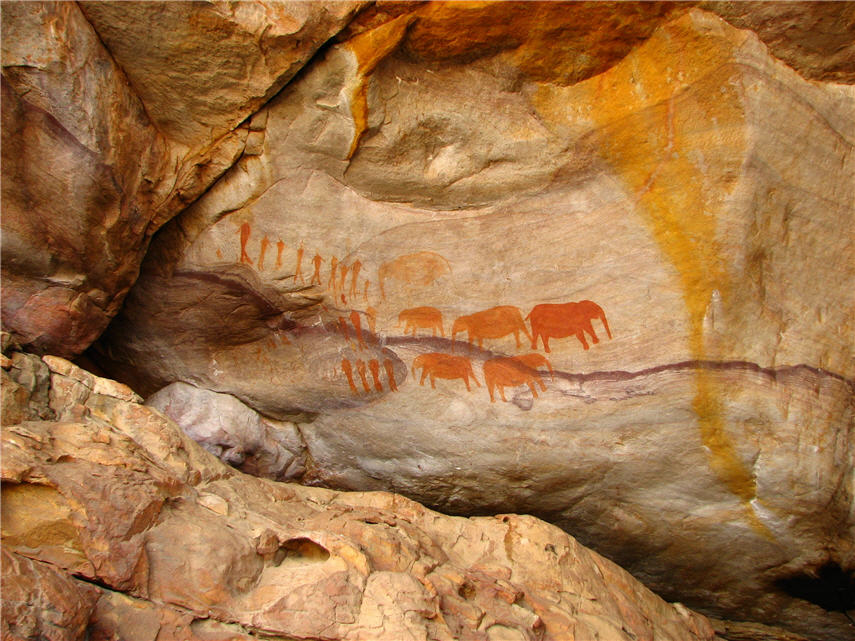
Art rupestre san dans les grottes de Stadsaal.

Ces peintures rupestres, trouvées en particulier dans les grottes de Stadsaal, variant en ancienneté entre 300 et 6 000 ans, retracent l'histoire sociale et spirituelle des hommes de la fin de l'âge de la pierre ; elles sont protégées comme monuments nationaux par la loi nationale sur le patrimoine culturel de 1999,. Sur sa limite nord-est on trouve la réserve naturelle de Matjiesrivier.
La réserve est gérée par CapeNature, organisme public de protection de la nature de la province du Cap-Occidental.

## Flore

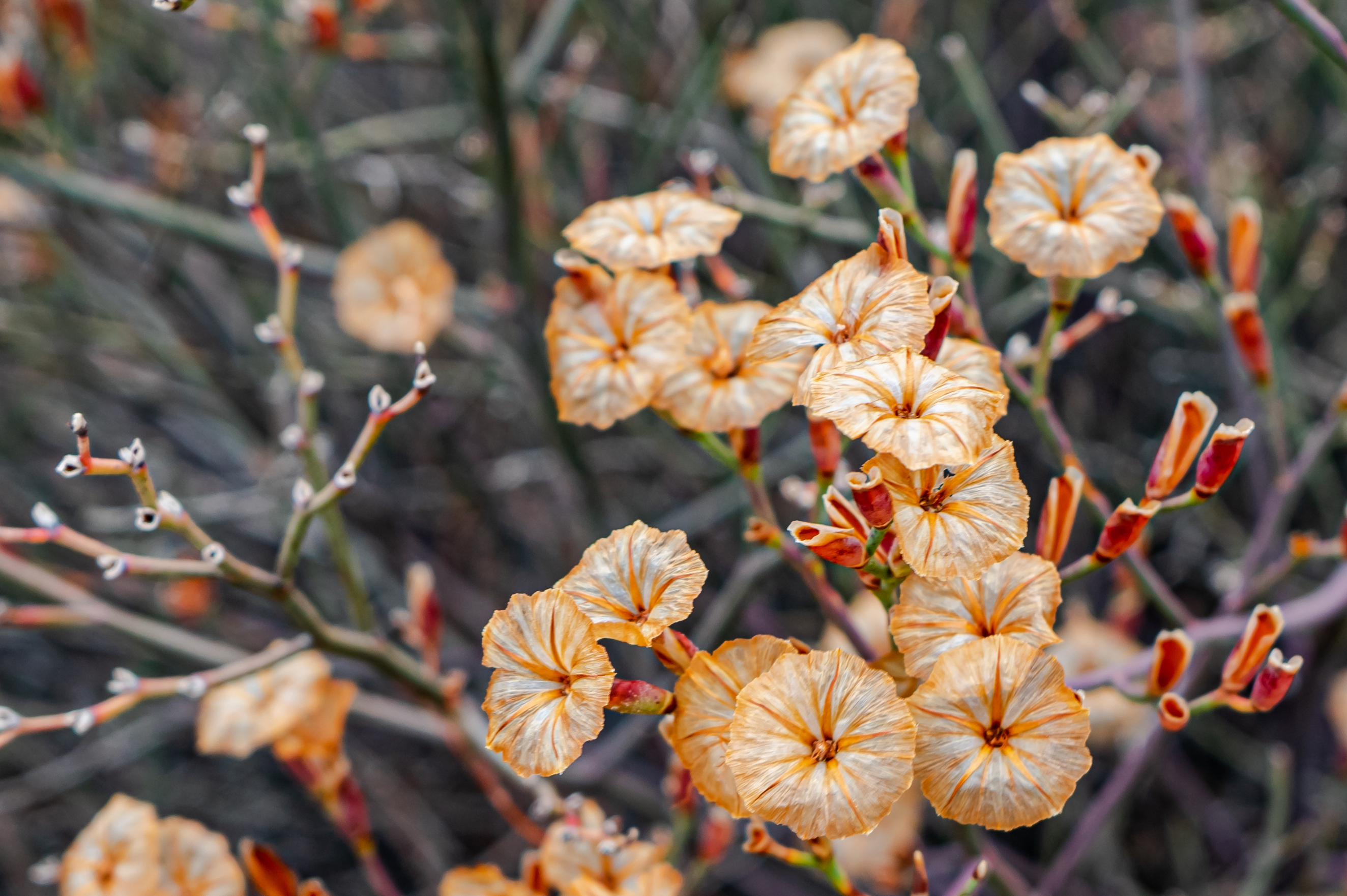
Ipomée dans le parc du Cederberg.

Les crêtes et sommets de la réserve sont l'habitat privilégié du Widdringtonia cedarbergensis, auparavant faussement appelé « cèdre du Cap » puisque ces arbres sont de la famille des cyprès, et qui ont donné leur nom emprunté à cette montagne. Arbre endémique local en danger de disparition, les premiers individus se rencontrent à environ 1 000 m d'altitude. Leur aspect classique est tortu, sans feuillage exubérant. Les vieux arbres meurent prématurément, sans cause apparente (rétrécissement de leur écosystème, changement climatique sont soupçonnés),.
Le finbos, caractérisé par la dominance du trio des proteacées, éricacées et restionacées, est prédominant dans l'ouest de la réserve où le sous-sol est de grès. Dans l'est, sur un sous-sol d'ardoise et à cheval entre deux écosystèmes en bordure de la réserve naturelle de Matjiesrivier, le karoo est plus abondant - végétation de type semi-désertique.
On y trouve aussi des proteas tels le waboom, nom qui signifie « l'arbre à chariot » (de ce que son bois servait à fabriquer les freins de chariot), et dont l'écorce épaisse le protège du feu ; des leucadendrons, des plantes endémiques telles que le tolbos, Perdekop et clérodendrons, des rooibos, des Brunsvigia natalensis (une des espèces de fleur candélabre), et une foule d'autres plantes des plus diverses dans cette contrée qui fait partie du royaume floral du Cap. Parmi les causes soupçonnées d'une telle diversité, citons une grande variété de sols pauvres en nutriments, la rencontre de différents systèmes météorologiques (variations d'altitude, continent - océan, tropique - antarctique, etc), et le fait que la région n'a jamais été cultivée de façon intensive.

## Faune
Elle inclut, entre autres, babouins, damans du Cap, péléas, oréotragues, céphalophes et grysboks. Porc-épic, ratel, loutre à joues blanches et oryctérope du Cap sont également présents mais de moindre occurrence.
Le léopard est le plus grand prédateur de la réserve, mais est difficile à voir. Avec une trentaine d'individus présents dans le massif, leur faible densité de population est de 0,5 à 2 léopards aux 100 km2. Sous observation par le Cape Leopard Trust, ils portent un collier émetteur qui permet de les localiser et d'améliorer les connaissances sur leurs besoins : taille des territoires, comportement alimentaire, reproduction, études génétiques et autres données. Parallèlement, un gros travail de dialogue et de prévention a été réalisé par l'association et ses membres et employés auprès des populations locales, notamment les éleveurs de Cederberg, avec des résultats notables et très encourageants : alors qu'auparavant environ 7 léopards étaient tués annuellement, depuis 2004 seulement deux d'entre eux ont subi le même sort.

Une multitude d'animaux moins rares y vit également : agame des rochers (dits margouillats), babouins, rufipenne morio, etc..
La réserve contient environ 16 espèces de serpents.
Le système de la rivière Oliphant, dont une partie irrigue la réserve, est riche en poissons dont beaucoup d'espèces sont endémiques. C'est la plus grande variété de poissons au sud du Zambèze. Certaines de ces espèces sont en danger de disparition et introuvables ailleurs.
Le parc contient plus 100 espèces d'oiseaux, tels que le faucon crécerelle et la buse rounoir. Le massif héberge l'une des plus grandes concentrations au monde d'aigles de Verreaux, privilégiant son grand nombre de falaises.

## Tourisme

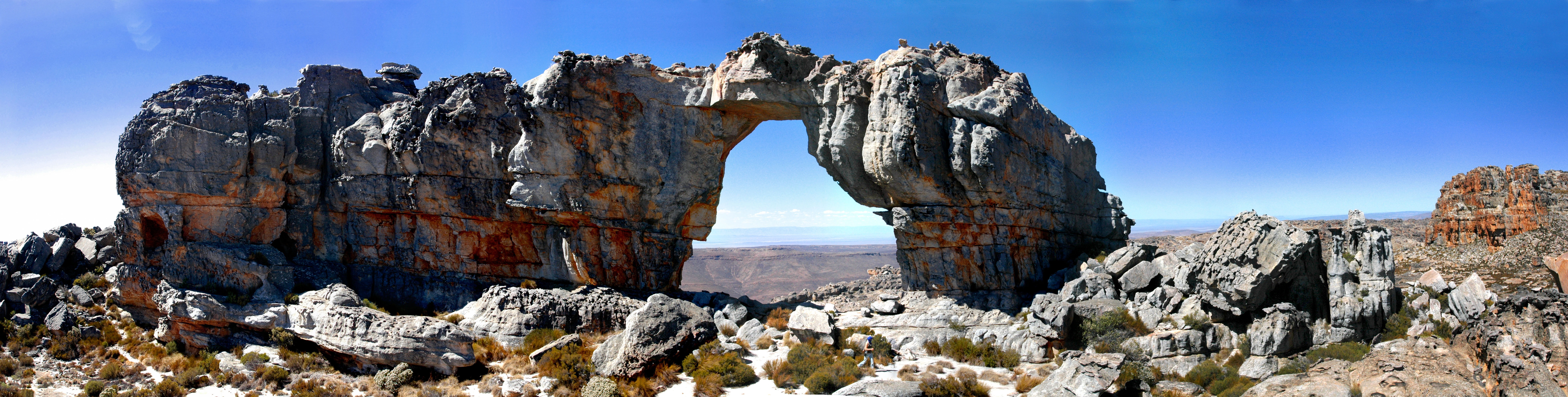
L'arche de la montagne du Loup (Wolfberg Arch)

L'arche de la montagne du loup (Wolfberg Arch) via les Wolfberg Cracks, ou la Croix de Malte (Maltese Cross), sont deux endroits privilégiés pour observer la faune.
Des promenades à âne de 2 heures environ, peuvent être louées à partir du col de Pakhuis. 

Des sentiers de randonnée (nommés Cape Heritage Routes) ont été aménagés par l'organisme Cape Heritage dans le cadre d'un projet communautaire. Au nombre de 4, leur longueur varie entre 3 et 5 nuits. Tous commencent et finissent à Clanwilliam. Leur usage, ainsi que celui des hébergements, repas, transport des gens et des bagages, est inclus dans le prix d'entrée de la réserve.
6 chambres d'hôtes ont été créées dans un cottage, et de petits dortoirs sont disponibles à la Community Guest Lodge.